# Sinobdella sinensis
Sinobdella sinensis är en fiskart som först beskrevs av Bleeker, 1870.  Sinobdella sinensis ingår i släktet Sinobdella och familjen Mastacembelidae. IUCN kategoriserar arten globalt som livskraftig. Inga underarter finns listade i Catalogue of Life.